# Germaine (Marne)
Germaine település Franciaországban, Marne megyében. Lakosainak száma 529 fő (2022. január 1.). Germaine Villers-Allerand, Avenay-Val-d’Or, Fontaine-sur-Ay, Mutigny, Rilly-la-Montagne, Saint-Imoges, Sermiers és Ville-en-Selve községekkel határos.

## Népesség
A település népességének változása:
| Lakosok száma | 334  | 305  | 407  | 536  | 514  | 510  | 514  | 530  | 532  | 529  |
|               | 1968 | 1982 | 1990 | 2006 | 2013 | 2015 | 2017 | 2019 | 2020 | 2022 |